# Бой при Могила
Боят при Могила е бой между четата на Вътрешната македоно-одринска революционна организация, начело с Парашкев Цветков и османски аскер.

## Бой
На 20 май 1903 година чета от 20 души, начело с Парашкев Цветков, пристига в село Могила. На сутринта на 21 май (стар стил: 8 май) са обградени от турски аскер, който донася и оръдие. В престрелката Парашкев Цветков е ранен и за да не попадне в плен, се самоубива. Умират още 8 негови четници, включително Кочо Песнаджиев, Димитър Филдишев и дядо Андрей Петров, а други 8 се спасяват.